# Villenkolonie Gern
Die Villenkolonie Gern ist eine Villenkolonie in München. Sie steht als Gebäudeensemble unter Denkmalschutz.

## Lage
Die Villenkolonie liegt im gleichnamigen Stadtteil im Stadtbezirk 9 Neuhausen-Nymphenburg nördlich des Nymphenburger Kanals zwischen Klug-, Waisenhaus- und Gerner Straße.

## Villenkolonie nach Architektenplan
Angesichts des rasanten Bevölkerungswachstum in München gegen Ende des 19. Jahrhunderts hatte der Bauunternehmer Jakob Heilmann in Nymphenburg-Gern, einem Vorort westlich von München und akzentuiert durch das Schloss Nymphenburg, 1892 ein neues städtebauliches Wohnprojekt gegründet: „Gern (Nymphenburg-Gern) – Münchens historisches Architekturjuwel“. Es entwickelte sich zu einem hochrangigen Künstlerquartier, das in der bildenden Kunst vor allem mit der Künstlerkolonie Dachau in vielfältiger Beziehung stand.
Zur Verwirklichung seiner Ideen errichtete Jakob Heilmann mit seiner „Familienhäuser-Colonie Nymphenburg-Gern“ 1892 die erste gutbürgerliche Reihenhaussiedlung Münchens. Mit dieser wollte er aber auch explizit die Wohnungsnot der Künstler lindern, die in großer Zahl nach München strömten, das zur führenden deutschen und internationalen Kunstmetropole aufstieg. Fast 50 der insgesamt geplanten 280 Häuser waren von ihm für bildende Künstler vorgesehen und als Ateliervilla oder mit Reihenhausatelier in verschiedenen Größen ausgestattet. Eine Künstlerkolonie vom Reißbrett entstand in dem trotz relativ schlichter Architektur ästhetisch sehr anziehenden Viertel. Heilmanns Konzept war sehr erfolgreich.
Bald wohnten und arbeiteten hier vor allem rund 80 Maler, Bildhauer, Grafiker, Karikaturisten und Kunstprofessoren. „München leuchtete“ bis ins vorstadtidyllische Gern. Die Benennung der Straßen trug dieser Entwicklung Rechnung. Ab der Eingemeindung im Jahr 1899 betonte die Stadt München mit der Benennung von Straßen nach bekannten Malern den Charakter als Künstlerviertel. Ausgewählt wurden besonders italienische „Klassiker“ wie Tizian, Tiepolo, Tintoretto, Canaletto, aber auch Arnold Böcklin. In die moderne, gediegene „Colonie“ zogen weder die großen Künstlerfürsten wie Franz Lenbach oder Franz von Stuck noch Schwabinger Bohémiens, sondern i. A. etablierte Künstler und Professoren der Münchner Kunstakademie.

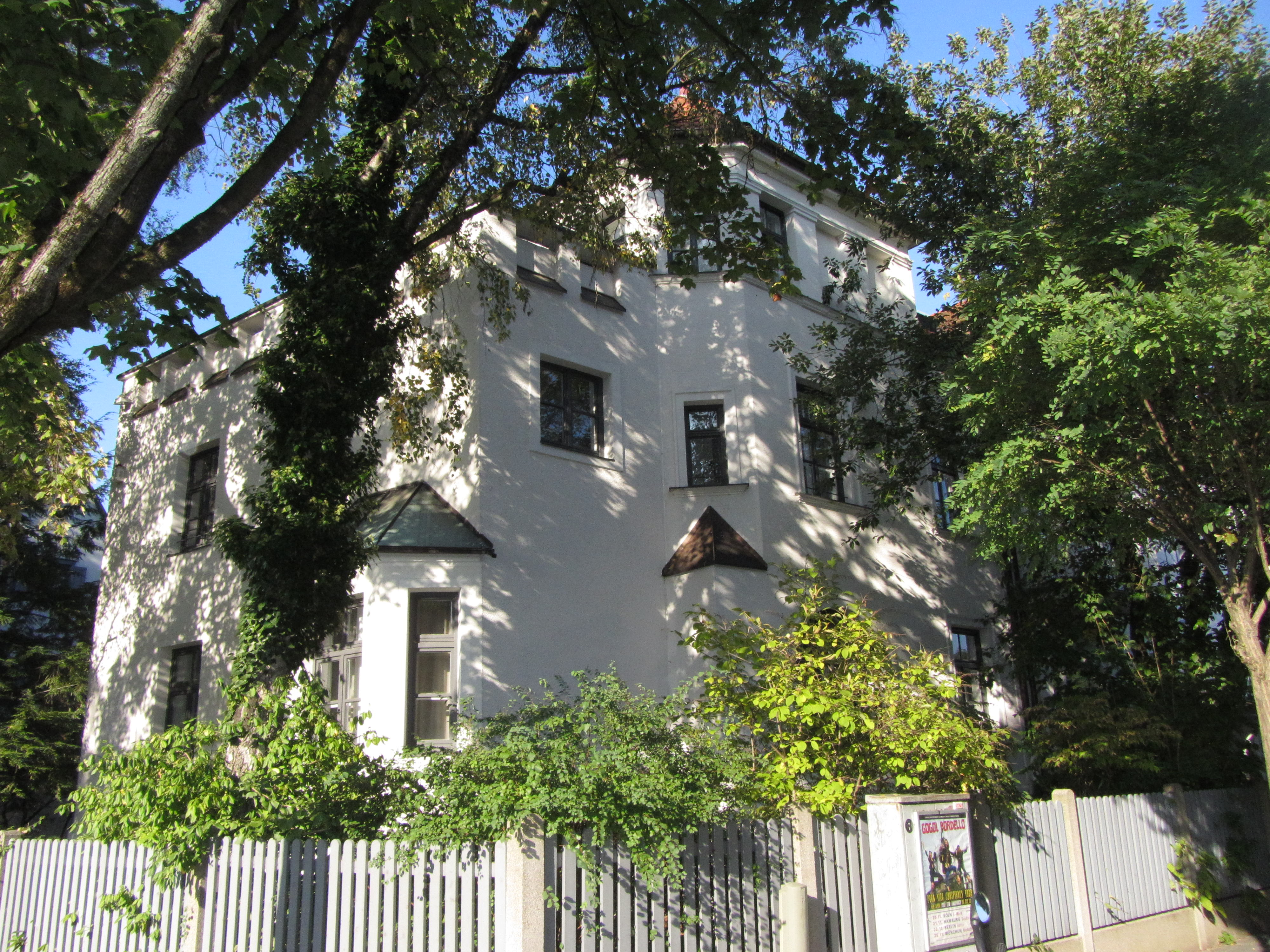
Böcklinstraße 12 (München)
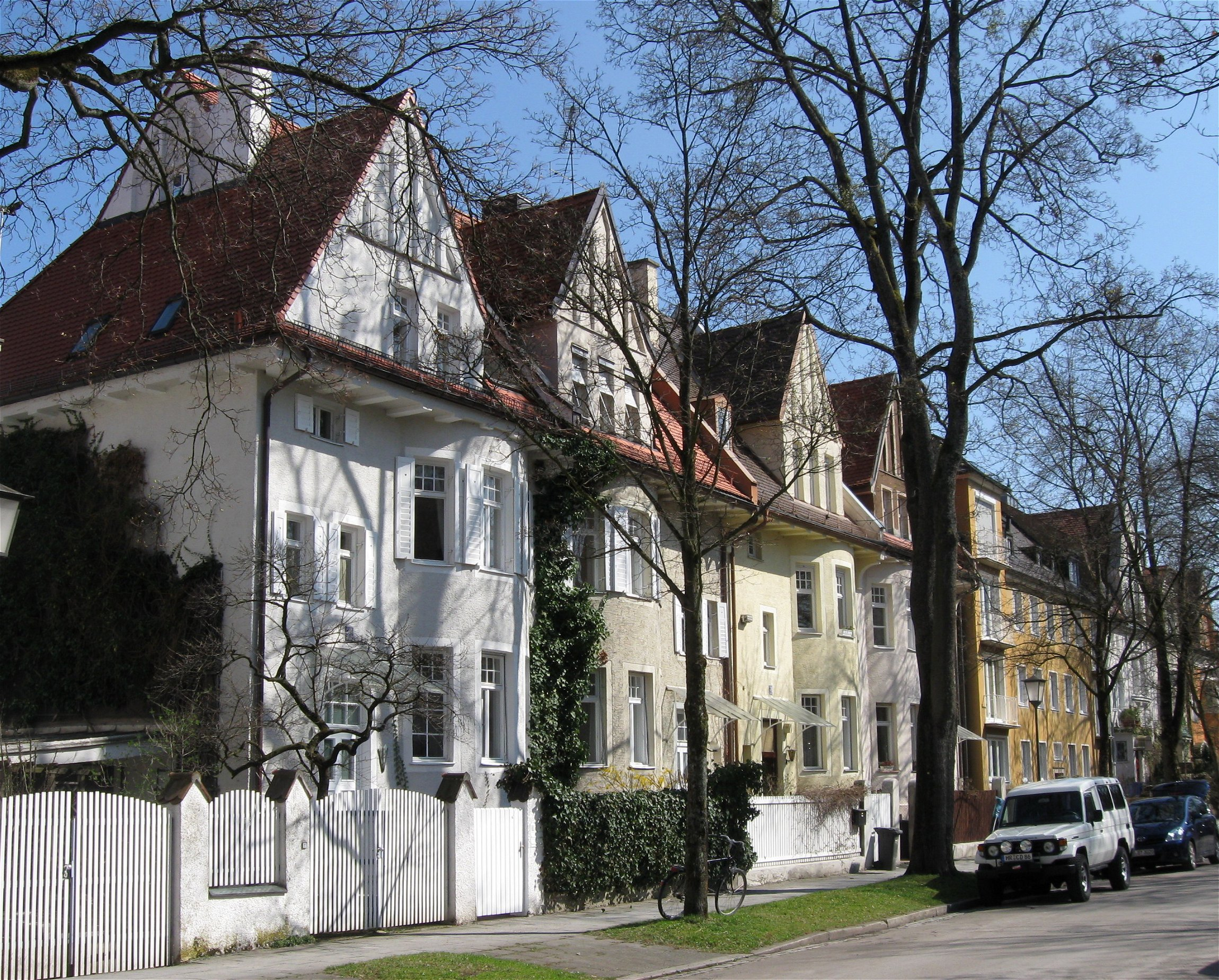
Böcklinstraße 24–30
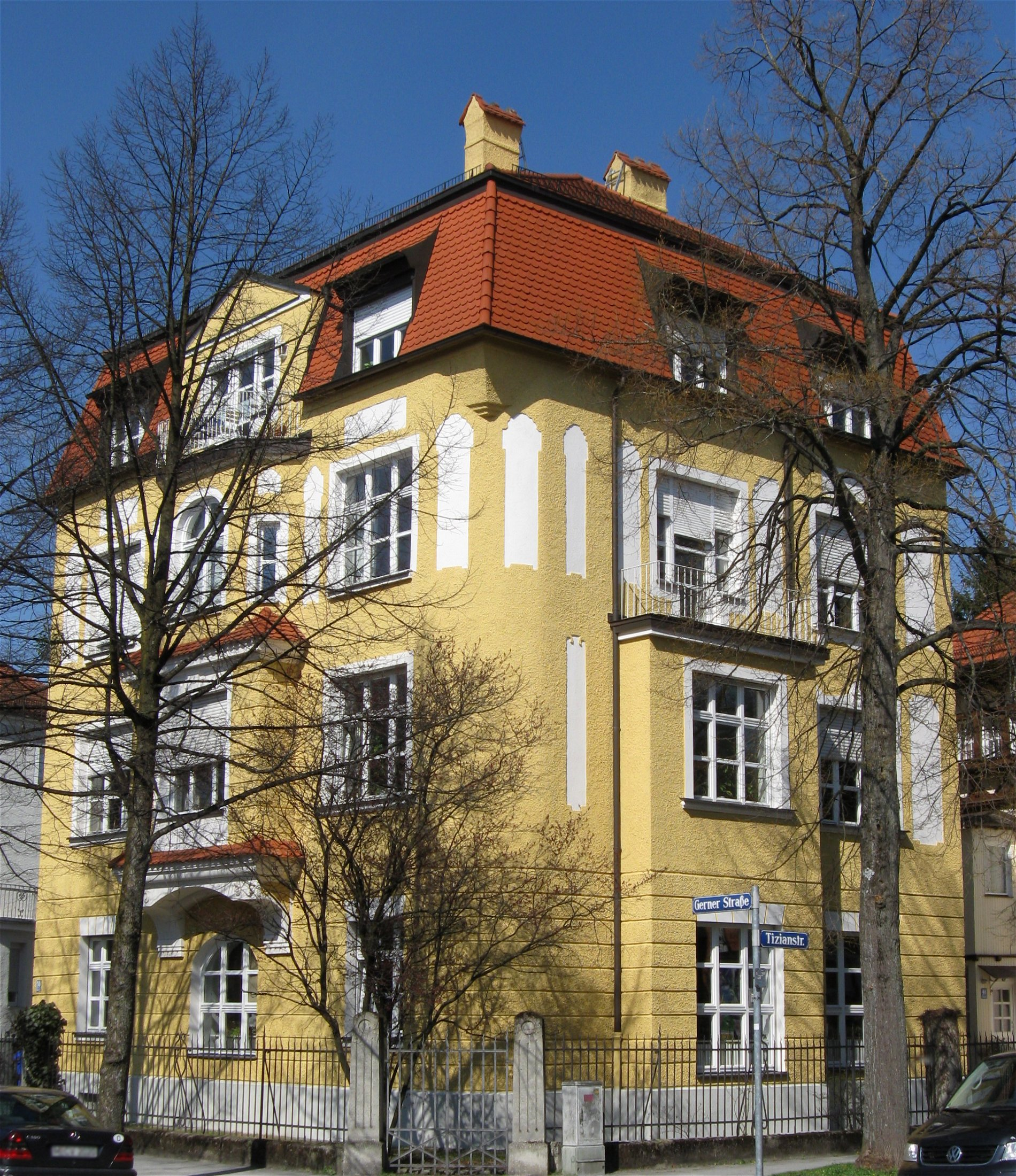
Gerner Straße 50
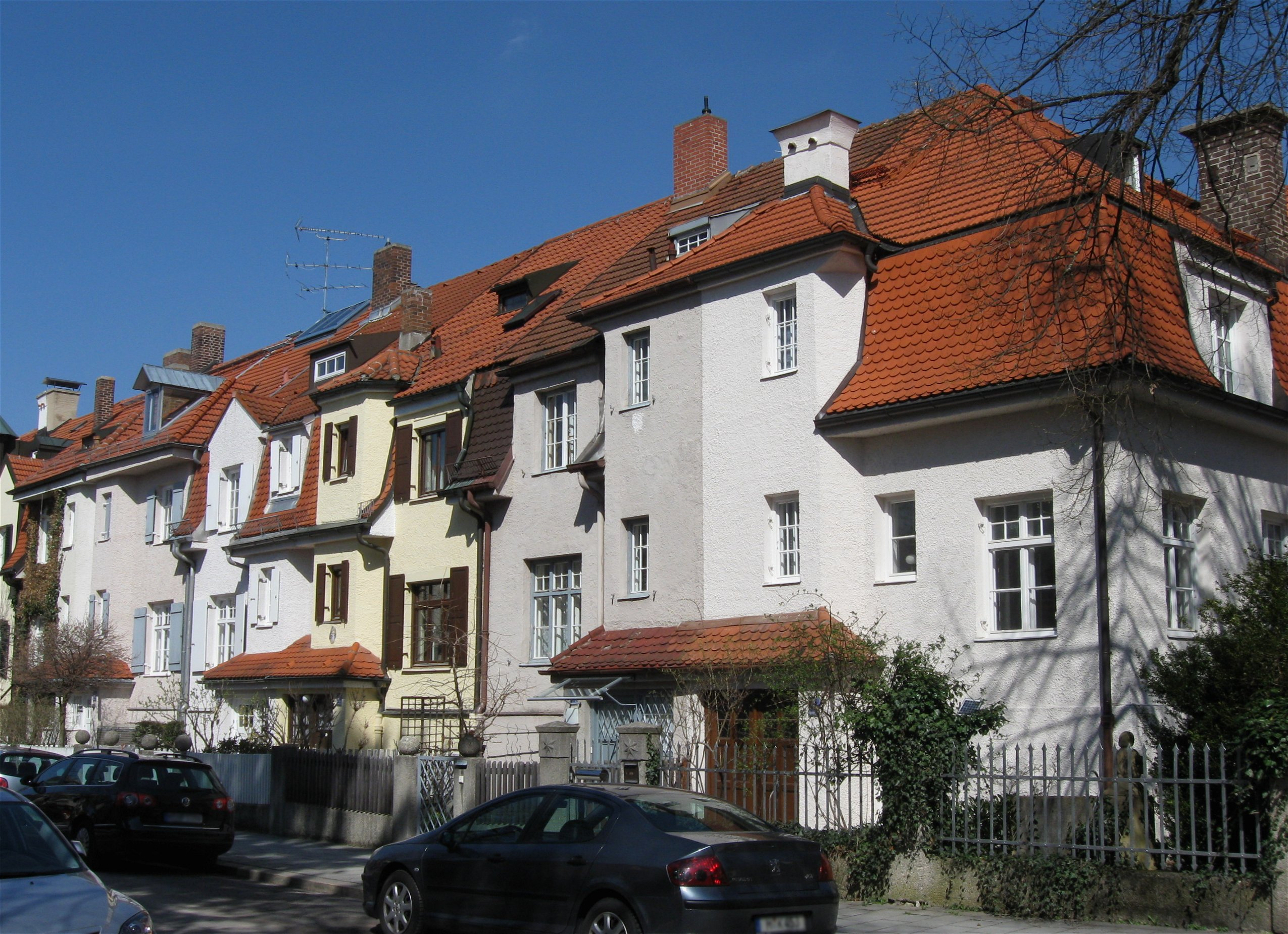
Magdalenenstraße 2–12
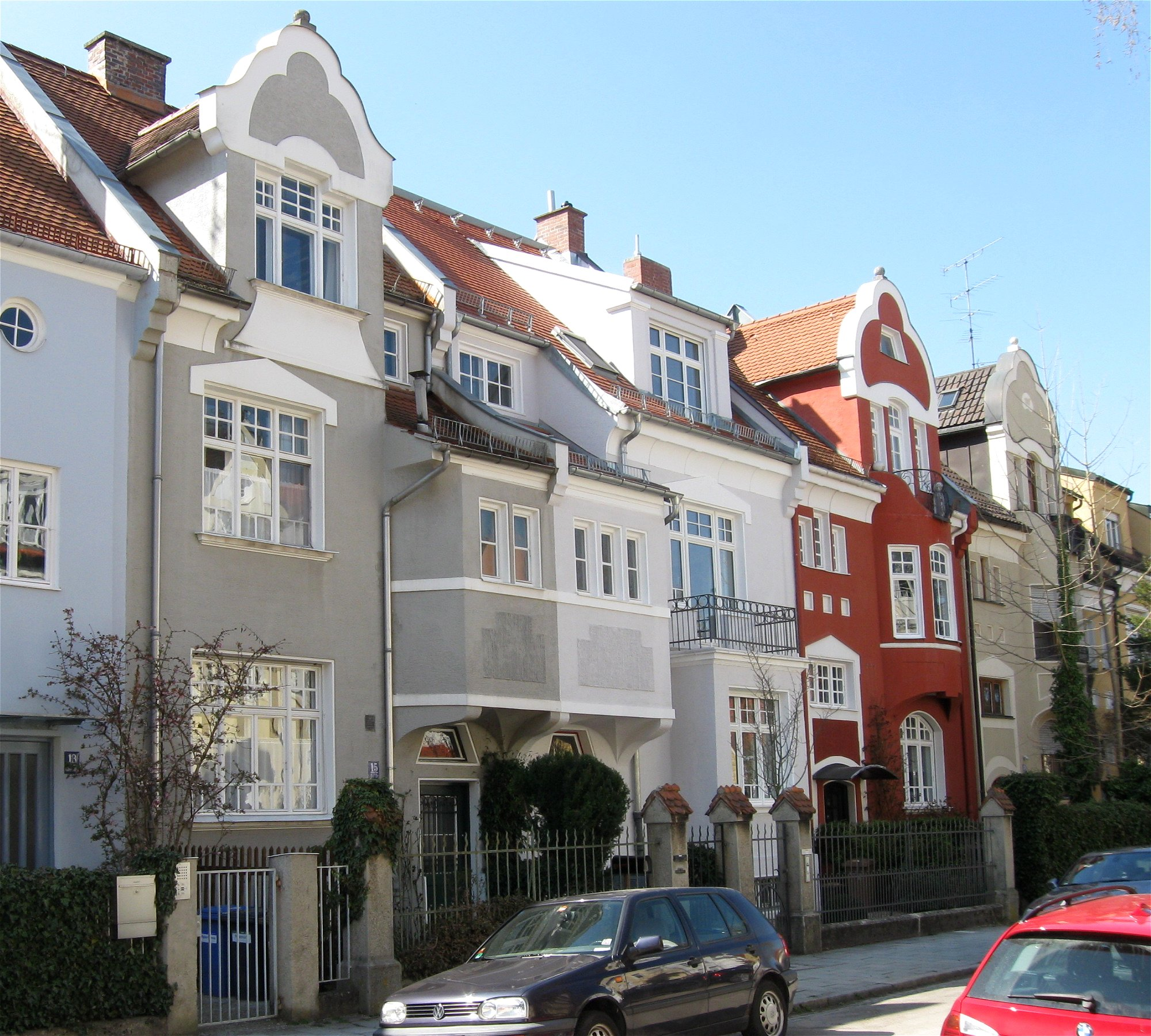
Wilhelm-Düll-Straße 15–21

## Künstler in der Villenkolonie Gern

### Maler der „Münchner Schule“: Gern zwischen Barbizon und Dachau
Es waren vor allem eine Reihe von Malern der Münchner Schule, die Gern bevorzugten, das die landschaftlichen Reize Nymphenburgs fortsetzte. Die Vertreter der modernen Stilrichtung Freilichtmalerei, wie sie von der „Malerkolonie von Barbizon“, einem idyllischen Dörfchen bei Paris, seit 1850 ausgegangen war, suchten die Wirklichkeit der Natur im Freien, in natürlichem Licht zu sehen und auszudrücken. In Bayern war Dachau die bekannteste Künstlerkolonie, die zu dieser Zeit einen Höhepunkt der „Münchner Landschaftsmalerei“ mit den Malern Adolf Hölzel, Ludwig Dill und Arthur Langhammer zu erreichen begann. Gern lockte nicht nur mit der motivspendenden Natur des malerischen Viertels, sondern bildete auch die attraktive Mitte zwischen der ländlichen Dachauer Künstlerkolonie und dem Stadtzentrum, war also gleichzeitig gut an den Kunst- und Ausstellungsbetrieb in München angebunden.
Der bekannteste Maler Gerns war Philipp Röth (1841–1921), der nach dreijährigem Aufenthalt in Barbizon 1871 nach Schwabing, 1888 nach Dachau und 1894 nach Gern in die Böcklinstraße 29 gezogen war. Er galt schon bei seinem Tod als „einer der besten Landschafter der vorimpressionistischen Zeit“ und seine „Stimmungslandschaften“ hängen nicht nur in der Münchner Pinakothek, sondern auch in der Dachauer Gemäldegalerie. Weitere bekannte Namen sind zum Beispiel Julius Adam der Jüngere (1852–1913), Böcklinstraße 25, wie auch Röths Haus nicht erhalten, der motivisch spezialisierte „Katzenraffael“ aus der Münchner Malerdynastie, der Radierer und Graphiker Peter von Halm (1854–1923), Malsenstraße 66–68, oder die Malerin und Graphikerin Anna Klein. Die stattliche Anzahl von knapp 220 Malern und Bildhauern, die zwischen 1892 und 1930 in Gern gelebt haben, belegt eine deutschlandweit einzigartige „Künstlerdichte“, die gemessen an der Gesamtbevölkerung selbst das Schwabing der Jahrhundertwende in den Schatten stellt.

### Bildhauer in Gern: Mathias Gasteiger

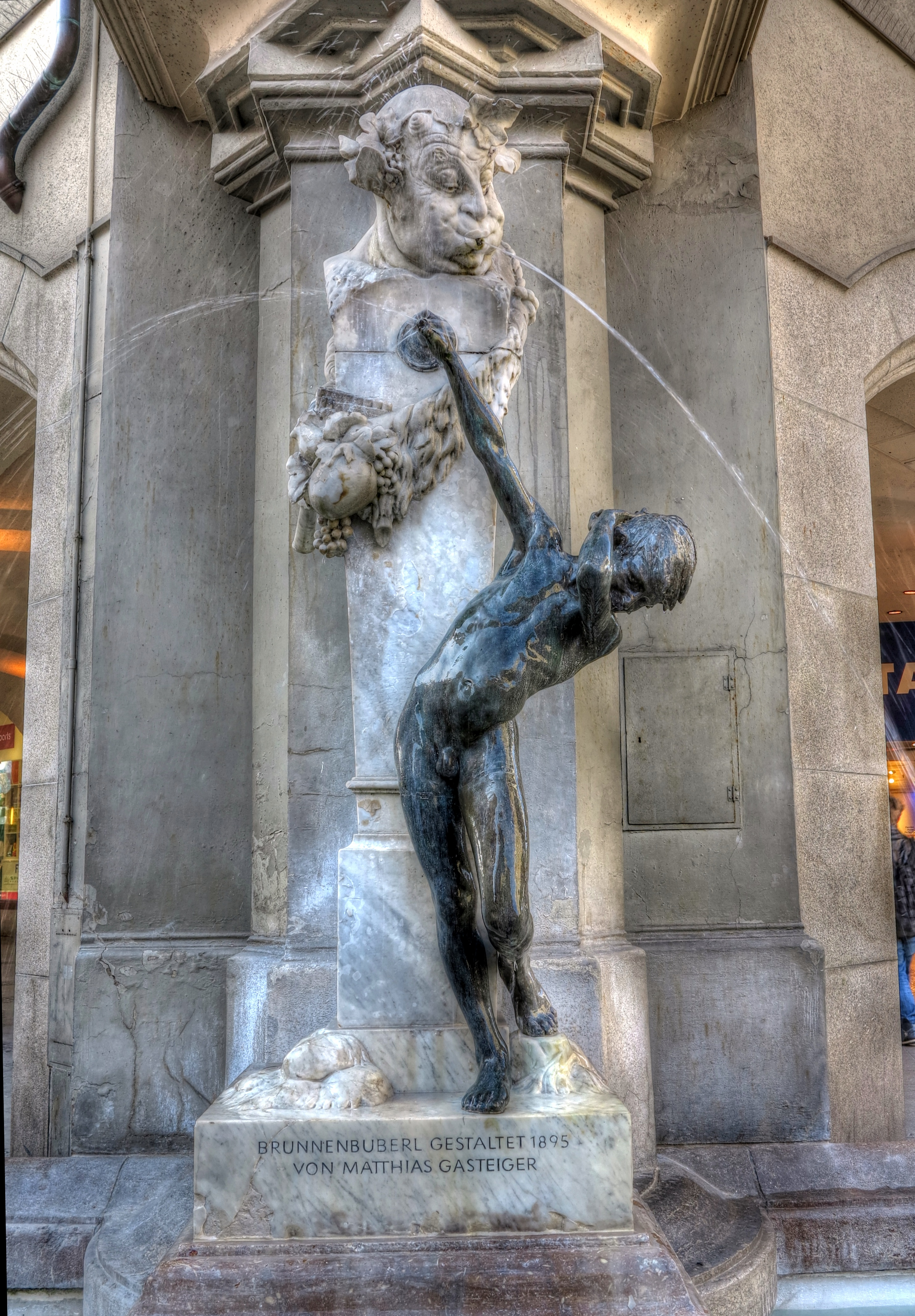
Brunnenbuberl von Mathias Gasteiger 1895

Auch zwischen dem bekanntesten der Bildhauer Gerns und der Künstlerkolonie Dachau bestand eine spezielle Verbindung. Sein erstes Atelier hatte Mathias Gasteiger (1871–1934) lange in Schwabing, unterrichtete aber daneben ab 1896 im Sommer (zusammen mit Julius Exter) in der eigenen Maler- und Bildhauerschule bei Dachau und stand mit den dortigen Künstlern wie Hölzel und Dill in regem Kontakt. 1902 wechselte das junge Ehepaar Mathias und Anna Gasteiger von Dachau nach Holzhausen am Ammersee, wo sich die Künstlervereinigung „Die Scholle“ um sie gruppierte. Ihren Münchner (Haupt)Wohnsitz verlegten sie fast gleichzeitig von Schwabing in Gernnähe, da Gasteiger seit 1906 am Westfriedhof eine Ausstellung für moderne Grabskulpturen betrieb und erbauten 1919 ein Haus Ecke Waisenhaus-/Klugstraße. Die Gasteigers waren gesellschaftlicher Mittelpunkt auch der Gerner Künstlerprominenz und schufen Verknüpfungen zwischen den Künstlerkolonien Dachau, Gern und Holzhausen. Beide, das „Sommerlandhäuschen“ (1908) im englischen Landschaftspark am Ammersee (heute Museum) und die prächtige Gerner Villa (nicht erhalten) mit Ateliers, Ausstellungsräumen, Schaugarten für Brunnen-, Gartenskulpturen oder Modelle waren selbst entworfene und gestaltete, exquisite Künstlerdomizile in historisierendem oder Jugendstil. Gasteiger hat eine Reihe von monumentalen Plastiken geschaffen. Zu den volkstümlichsten seiner Denkmäler in München aber zählt die Brunnengruppe „Satyrherme mit Knabe“, mit der Gasteiger nach einem handfesten Skandal um den unstilisiert „nackerten“ Buben schon 1895 berühmt wurde: das sogenannte „Brunnenbuberl“ am Karlstor. Kunstkritiker urteilten, dass eine Reihe von heiter-ironisierenden Skulpturen Gasteigers an Karikaturen Heines oder Gulbranssons im Simplicissimus erinnerten.

### Karikaturisten-Wespennest Gern: Th. Th. Heine und Kollegen
Vor allem bevorzugten allein vier der besten Zeichner der berühmt scharfstacheligen Satirezeitschrift Simplicissimus das Gerner „Wespennest“ der Karikaturisten: Thomas Theodor Heine, Bruno Paul, Rudolf Wilke und Karl Arnold.
Heine war 1889 nach Schwabing zugezogen, malte in Dachau für drei Jahre Freilichtbilder im Stil der „Münchner/Dachauer Schule“ und erwarb 1901 ein Ateliereckhaus mit Garten in der Klug-/Böcklinstraße. Dazu kam später ein (Zweit)Haus in Dießen am Ammersee, nicht zuletzt wegen der Nähe des Gasteigerpaars, bei dem viele Simplicianer wie Olaf Gulbransson und Ludwig Thoma verkehrten und feierten. Thöny hatte sich benachbart angesiedelt. Heine prägte das künstlerische Niveau der Zeitschrift, für deren Titelseite er das Wappentier, die rote Bulldogge, entworfen hatte. Zusammen mit Arnold und Gulbransson war er der langjährigste Mitarbeiter des „Simpls“. 1933 ging Heine, der jüdischer Abstammung war, ins schwedische Exil, sein Gerner Haus wurde 1969 abgerissen.
Bruno Paul (1874–1968) war ebenso wie Heine schon im 1. Jahrgang 1897 zum „Simplicissimus“ gestoßen und auch 1901 in die Gerner Straße (damals 4, heute 32) gezogen. Er wollte stadtnah wohnen, aber „ohne in einer Mietskaserne hausen zu müssen“. Schon 1906 übersiedelte Paul zu einer zweiten, glänzenden Karriere als innovativer Designer und Innenarchitekt nach Berlin.
Der dritte Simplkarikaturist, auch seit 1897 im Team, war der vielleicht einzige Bohémien Gerns Rudolf Wilke (1874–1908). Er bezog eine schlichte Wohnung in der Wilhelm-Düll-Straße. Nicht nur der kritische Heine hielt Wilke bis zu dessen frühen Tod für den Begabtesten der Simpl-Crew. Besonders durch die enge Freundschaft zwischen Wilke und Ludwig Thoma, der 1899 ebenfalls Mitarbeiter des „Simpls“ wurde, gibt es ein ganzes Kapitel Ludwig Thoma in Gern.
In die Wilhelm-Düll-Straße zog auch Karl Arnold (1883–1953), der an der Münchner Kunstakademie ab 1901 u. a. Schüler von Stuck und in derselben Malklasse wie Kandinsky und Klee gewesen war. Arnold wechselte von Schwabing nach Gern und 1917 weiter nach Neuhausen. Er blieb Mitarbeiter bis zum vorläufigen Ende des „Alten Simpls“ 1944.
Kollege als Illustrator, allerdings bei der stärker traditionsverhafteten Zeitschrift „Fliegenden Blättern“ tätig, war außerdem noch Friedrich Wahle (1863–1931), der in der Klugstraße wohnte. Fast um eine Generation nachgeboren, aber Mitarbeiter beim (neuen) „Simpl“, war der Porträtmaler und Graphiker Gerhardt Hentrich (1892–1973). Zum Akademiestudium 1912 nach München gekommen, blieb er in dem Atelierhaus Tizianstraße 91 bis zu seinem Tod. Er zeichnete für die „Fliegenden Blätter“, „Die Jugend“, den „Phosphor“ und für den 1954 neubelebten (13 Jahre später endgültig eingestellten) „Simplicissimus“.

### Schriftsteller in Gern: Von Bierbaum bis Rosendorfer
Die vielen, teilweise auch beruflich vernetzten Künstler wie die Simplicianer, zogen Besucher nach Gern. Besonders lange und häufig war Ludwig Thoma in Gern zu Gast, teils „dienstlich“ als Simplkollege, teils als Mitglied des geselligen Gasteiger-Kreises und als (Sports)Freund Rudolf Wilkes.
Wirklich Wohnung (in der Wilhelm-Düll-Straße 5) nahm die bedeutende bayerische Erzählerin Lena Christ (1881–1920) mit ihrer Familie von 1912 bis 1914, wechselte dann bis kurz vor ihrem Selbstmord ruhelos in verschiedene Quartiere in Gern und Neuhausen. Die erfolgreiche Selbstbiographie ihrer unglücklichen Kindheit „Erinnerungen einer Überflüssigen“ war 1912 kurz vor ihrem Zuzug in die bescheidene Gerner Mansardenwohnung auf Vermittlung Ludwig Thomas erschienen, der ihre Erzählkunst schätzte. Lena Christ ihrerseits verfasste 1913 „Lausdirndlgeschichten“ im Stil und nach dem Vorbild Thomas. Gerner Erlebnisse oder Milieus haben in ihrem Werk keinen Niederschlag gefunden, dort war ihr Wohnsitz, nicht ihre Welt. In ihrer materiellen Not fälschte sie die Signaturen von Bildern und nahm nach der Entdeckung Gift. Mit einem letzten Brief hat die Verzweifelte sich von ihrem „verehrten Gönner“ Thoma verabschiedet.
Ebenfalls eher wegen des Wohnkomforts hatte zuvor schon Otto Julius Bierbaum (1865–1910) ein Reihenhaus in Gern gewählt, auch er u. a. schreibender Mitarbeiter beim „Simplicissimus“ wie Thoma. Bierbaum war Herausgeber der jugendstilgeprägten Berliner Kunstzeitschrift „Pan“ und schrieb 1903 das erste (autobiographische) Autoreisebuch der deutschen Literatur, „Eine empfindsame Reise im Automobil“. Den damals kühnen Expeditionsplan hatte er im Nymphenburger Schlosspark entwickelt. Als er 1901 aus der Gerner Straße (heute 32) nach Nymphenburg, zeitweise in die Wotanstraße zog, war Simplkollege Bruno Paul sein Wohnnachfolger, der sich vorrangig nach der modernen Ausstattung mit Gas und Trockenspeicher erkundigte.
Literarische Spuren hat Nymphenburg-Gern dagegen in Werken seiner Bewohner Manfred Bieler und Herbert Rosendorfer erzeugt. Da lag allerdings Gerns Glanzzeit als Künstlerkolonie nach dem Wandel infolge des Ersten Weltkriegs längst zurück, doch war von seinem besonderen Flair als Wohnviertel viel geblieben. Manfred Bielers (1934–2002) Roman „Der Kanal“ (1978) ist ein Liebes- und Ehekrimi mit viel Lokalkolorit um einen kostbaren Tafelaufsatz der Nymphenburger Porzellanmanufaktur, die den gesamten Schlosskanal nachbildet und in dem eine zerbrechende Lindenbaumfigur den spannenden Knoten schürzt.
Der bekannteste Wahl-Gerner unter den Schriftstellern ist der Jurist Herbert Rosendorfer (geb. 1934).
Von 19 bis 19 hat er Ecke Gerner Straße/Nördliche Auffahrtsallee gewohnt. Vieles aus der schönen Gegend, die Rosendorfer sehr geschätzt hat, und mancher ihrer Bewohner ist in Rosendorfers Werk mehr oder weniger verschlüsselt eingegangen, wie zum Beispiel in den satirischen Roman „Das Messingherz“ (1979). Eine „tragende“ Rolle spielt die Gerner Kanalbrücke, die damals sozusagen Rosendorfs Ausblick und vor seiner Haustüre gelegen war, in dem millionenfach verbreiteten zeitkritischen Satireroman „Briefe in die chinesische Vergangenheit“ (1983). Hier ist der „Kontaktpunkt“ der Zeitreisemaschine, mit der ein experimentierender Mandarin aus dem China des 10. Jahrhunderts am Schlosskanal „fehllandet“ und dem Autor die süffisantesten Perspektiven auf die angeblich „fortgeschrittene“ Gegenwart ermöglicht: „Die Zukunft ... ist ein Abgrund“.